# Sandy Koufax
Sanford "Sandy" Koufax (nacido Sanford Braun; Brooklyn, Nueva York, Estados Unidos; 30 de diciembre de 1935) es un exbeisbolista profesional estadounidense. Jugaba en la posición de lanzador y desarrolló toda su carrea en los Brooklyn/Los Angeles Dodgers de las Grandes Ligas de Béisbol (MLB). 
Considerado como uno de los mejores pitchers de la historia, Koufax es cuatro veces campeón de la Serie Mundial, siete veces All-Star, tres veces ganador del Premio Cy Young, una vez MVP de la Liga Nacional y dos veces MVP de la Serie Mundial. Logró la Triple Corona en tres ocasiones y lanzó cuatro partidos sin hits, incluyendo un partido perfecto en septiembre de 1965.
Se vio obligado a retirarse de la práctica del béisbol en 1966 a la edad de 30 años debido a una artritis crónica en el codo izquierdo. Fue incluido en el Salón de la Fama del Béisbol en 1972 y se convirtió en el jugador más joven de la historia en ingresar en Cooperstown.

## Biografía
Creció en la sección de Borough Park de Brooklyn. Sus padres se divorciaron cuando él tenía tres años y cuando su madre se volvió a casar, Koufax tomó el nombre de su nuevo marido, Irving.
Koufax fue a la Preparatoria Lafayette en Brooklyn. Ahí, destacó en baloncesto y béisbol. Al mismo tiempo, Koufax comenzó a visitar el Centro Comunitario Judío local y jugaba al baloncesto allí, compaginando estas actividades deportivas con sus estudios en el instituto Lisbon Park. En 1950, a los 15 años, Koufax comenzó a jugar en la Baseball Ice Cream League donde fue descubierto por scouts de béisbol.
En Lafayette, Milt Laurie descubrió a Koufax. Milt era el padre de dos compañeros del equipo de Koufax y entrenador de los Coney Island Sports League's Parkviews. Laurie mandó a sus hijos a reclutar a Koufax para que lanzara con los Parkviews.
Koufax se graduó de la preparatoria y decidió asistir a la Universidad de Cincinnati, con una beca de baloncesto.

## Carrera

### MLB
El primer intento de Koufax de fichar por un club profesional fue con los New York Giants. Después negoció con los Pittsburgh Pirates. Durante un entrenamiento, Koufax lanzó tan fuerte que rompió el pulgar de su receptor Sam Narron. Branch Rickey, entonces el mánager general de los Pirates, dijo a su scout Clyde Sukeforth que Koufax tenía el "mejor brazo que jamás había visto". Los Pirates ofrecieron un contrato a Koufax por 15.000 dólares, pero lo rechazó.

#### Brooklyn/Los Angeles Dodgers
El scout de los Dodgers Al Campanis había oído hablar de Koufax por medio del dueño de una tienda de equipamiento deportivo. Después de ver a Koufax lanzar en Lafayette, Campanis lo invitó a una prueba en el Ebbets Field. El mánager de los Dodgers Walter Alston y el director de los scouts Fresco Thompson miraron mientras Campanis se ponía al bate y Koufax comenzaba a lanzar. Campanis dijo después "el vello de mis brazos se erizó y la única otra vez que me había pasado esto fue cuando vi la Capilla Sixtina". Los Dodgers contrataron a Koufax por 20.000 dólares —con un bono de contratación de 14.000 y un salario de 6000. Koufax aceptó la oferta, planeando usar el dinero del bono para la escuela de arquitectura en caso de que lo del béisbol no funcionara.
Dado que el bono en el contrato de Koufax era mayor de 4000 dólares, fue directamente a las Grandes Ligas. Los Dodgers estaban obligados a mantenerlo en el equipo durante dos años antes de mandarlo a las ligas menores. Para hacer espacio en la alineación, los Dodgers mandaron a su futuro mánager, Tommy Lasorda, a los Montreal Royals de la Liga Internacional. Lasorda después bromeó diciendo que se necesitaba a alguien como Sandy Koufax para mantenerlo fuera de la rotación de pitcheo de los Dodgers.
Koufax hizo su debut profesional el 24 de junio de 1955, en la quinta entrada contra los Milwaukee Braves con el marcador en contra de los Dodgers 7–1. Johnny Logan, el primer bateador al que Koufax se enfrentó, consiguió un sencillo. Después llegaron los futuros miembros del Salón de la Fama, Eddie Mathews y Hank Aaron. Mathews tocó la pelota y Koufax tranquilamente la capturó y después erró el tiro mandando la bola al jardín central, al intentar sacar a Logan en segunda base. Aaron recibió una base por bolas para llenar las bases. Bobby Thomson fue el siguiente bateador y después de llenar la cuenta, se ponchó haciendo swing. Thomson fue la primera víctima de ponche de Koufax.
El primer partido comenzado por Koufax fue el 6 de julio. Lanzó solo 4 entradas y 2/3, permitiendo ocho bases por bolas. No volvió a abrir un partido durante casi dos meses, pero logró un buen trabajo en su siguiente apertura. El 27 de agosto, jugando en Ebbets Field contra los Cincinnati Reds, Koufax lanzó el partido entero, con solo dos hits y ninguna carrera, consiguiendo su primer partido ganado. Koufax tuvo solo 12 apariciones en 1955, lanzando 41,7 entradas y dando casi tantas bases por bolas (28) como ponches (30). Solo ganó otro partido en 1955 y también fue sin carreras.
Durante el otoño, se inscribió en la Escuela de Estudios Generales de la Universidad de Columbia, que ofrecía clases nocturnas de arquitectura. Los Dodgers ganaron la Serie Mundial de 1955 obteniendo el primer título en la historia de la franquicia, pero sin la ayuda de Koufax, que estuvo en el banco toda la serie. Después del out final de la serie, Koufax condujo hasta Columbia para ir a clases.
1956 no fue muy diferente de 1955 para Koufax. Vio poca acción, lanzando solo 58,2 entradas, dando 29 bases y ponchando a 30; con una efectividad de 4,91. Rara vez se le permitía permanecer en el partido después de meterse en problemas. Tan pronto como lanzaba unas cuantas bolas malas seguidas, Alston ponía a alguien a calentar en el bullpen. Jackie Robinson, en su última temporada, tuvo enfrentamientos con Alston por diversas cuestiones, incluyendo a Koufax. Robinson notó que Koufax tenía talento y no estaba de acuerdo con que Koufax pasara tanto tiempo en el banco.
Para estar preparados para la temporada de 1957, los Dodgers mandaron a Koufax a Puerto Rico para que jugara béisbol invernal. El 15 de mayo, la restricción de mandar a Koufax a las ligas menores terminó. Alston le dio la oportunidad de justificar su lugar en la alineación de las Grandes Ligas al permitirle comenzar el siguiente partido. Enfrentándose a los Chicago Cubs en Wrigley Field, Koufax ponchó a 13 y ganó el partido al lanzar las nueve entradas. Fue su primer partido completo en casi dos años. Las siguientes dos semanas y por primera vez en su carrera, estuvo en la rotación inicial de pitcheo. A pesar de que ganó tres sus siguientes cinco partidos, y tener la mejor efectividad con 2,90, Koufax no comenzó un partido en los siguientes 45 días. En su siguiente apertura, el 19 de julio, ponchó a 11 en siete entradas, pero se fue sin decisión. El 29 de septiembre, Koufax fue el último jugador que lanzó para los Brooklyn Dodgers antes de que se mudaran a Los Ángeles; lanzando una entrada como relevista en el último día de la temporada.
Durante las tres temporadas siguientes, Koufax estuvo dentro y fuera de la rotación inicial de los Dodgers debido a varias lesiones. Comenzó la temporada de 1958 bien, con un récord de 7–3 hasta julio, pero se lesionó el tobillo durante un choque en primera base. Terminó la temporada con récord de 11–11, y fue líder de la Liga en wild pitches. En junio de 1959, Koufax ponchó a 16 Philadelphia Phillies estableciendo el récord en un partido nocturno. Dos meses después, rompió ese récord en Los Ángeles contra los Giants, empatando a Bob Feller en el récord de ponches en un partido de Grandes Ligas, un total de 18.
Los Dodgers jugaron contra los Chicago White Sox en la Serie Mundial de 1959. El primer partido fue en Chicago, donde Koufax hizo su primera aparición en una Serie Mundial, relevando durante dos entradas perfectas en una derrota 11–0. Alston permitió que Koufax abriera el quinto partido. El partido se jugó en el Los Angeles Coliseum frente a 92.000 aficionados. Koufax y los Dodgers perdieron 1–0 cuando Nellie Fox anotó durante un doble play.
A principios de 1960, Koufax pidió al mánager general de los Dodgers, Buzzie Bavasi, que lo cambiara a otro equipo porque no estaba jugando mucho. Al final de 1960, Koufax estaba listo para renunciar al béisbol y dedicarse a su negocio de electrónica. Después del último partido de la temporada, tiró sus spikes y su guante a la basura. Nobe Kawano, el supervisor del clubhouse, recuperó las cosas para devolvérselas a Koufax al año siguiente (o algún otro en caso de que Koufax no regresara).
Koufax se presentó para la temporada de 1961 en mejor condición que en años anteriores. Después del invierno, decidió correr y ejercitarse más. Koufax también había planeado descubrir lo bueno que podía llegar a ser. Durante un viaje de entrenamiento de primavera a Orlando, un scout de los Dodgers y el receptor Norm Sherry habían descubierto un defecto en la manera de lanzar de Koufax: tomaba tanto vuelo hacia atrás, que en el momento de soltar la pelota, su visión era obstruida un poco por su brazo derecho y no podía ver la zona de strike completamente. Sherry se lo dijo a Koufax en palabras que ya habían sido usadas antes: Sandy, no tienes que lanzar tan fuerte. También convenció a Koufax de que no necesitaba tomar tanto vuelo antes de lanzar.
En la primera entrada del partido en Orlando, Koufax llenó las bases con 12 lanzamientos malos consecutivos. De nuevo, Sherry le dijo que le quitara un poco de velocidad al lanzamiento para tener mayor control. Koufax finalmente obedeció y ponchó a tres bateadores consecutivos. Cuando salió del partido después de siete entradas, Koufax había ponchado a 8 bateadores, permitiendo cinco bases por bolas pero ningún hit.
Koufax finalmente llegó a un puesto permanente en la rotación inicial. El 15 de septiembre de 1961 rompió el récord de ponches por un lanzador zurdo en la Liga Nacional con su ponche número 243. El 27 de septiembre, Koufax rompió el récord de la Liga Nacional de ponches en una sola temporada, pasando la marca de 267 ponches de Christy Mathewson, establecida 58 años antes en 1903. Terminó la temporada con récord de 18–13, 269 ponches y 96 bases por bolas. Durante los dos Partidos de las estrellas de 1961, Koufax lanzó dos entradas y un tercio sin permitir una carrera.
Los Dodgers se mudaron a Chávez Ravine, su nuevo estadio, en 1962. Estaba diseñado para ser un parque favorable para los lanzadores, con una zona de foul muy amplia y un fondo terrible para el bateo. Lanzando en este parque, Koufax bajó su efectividad en casa de 4,29 a 1,75. El 30 de junio contra los New York Mets, Koufax lanzó su primer juego sin hits; en la primera entrada de la victoria 5-0 sobre los Mets, Koufax ponchó a tres bateadores con nueve lanzamientos, convirtiéndose en el sexto pitcher de la Liga Nacional, y el décimo primero en la historia, que lograba 3 ponches con nueve lanzamientos en una media entrada, también siendo el primer lanzador en lograrlo en la primera entrada de un partido. También rompió la espera de 38 años en la Liga Nacional para que un lanzador lograra hacer esto, desde que Dazzy Vance lo había hecho. Con el juego sin hit y una efectividad de 1,23 en el mes de junio, fue nombrado Jugador del Mes. Cuando tomó su turno al bateo contra los San Francisco Giants el 8 de julio, Koufax se lastimó el dedo índice de la mano izquierda, pero no se lo dijo a nadie. Koufax lanzó varios partidos mientras su dedo desarrollaba gangrena. Después de ver a un especialista, se determinó que Koufax tenía una artería aplastada en su mano. 
Por suerte, diez días de medicina experimental reabrieron la artería. Koufax finalmente pudo lanzar de nuevo en septiembre, cuando el equipo estaba metido en una carrera por el banderín de liga contra los Giants. Tratando de verse bien después de su larga incapacitación, Koufax no fue efectivo en tres apariciones, mientras los Giants se acercaban a los Dodgers a finales de la temporada. La noche anterior a los playoffs de la Liga Nacional, el mánager Walter Alston preguntó a Koufax si podía comenzar el partido del día siguiente. Con una rotación de pitchers cansados, no había nadie más disponible, ya que Don Drysdale y Johnny Podres habían lanzado los dos días anteriores. Koufax debía lanzar.
Como Koufax dijo más tarde, "Ya no tenía nada". Fue retirado en la segunda entrada, después de permitir cuadrangulares de los futuros miembros del Salón de la Fama, Willie Mays y Jim Davenport. Después de ganar el segundo partido de la serie, los Dodgers perdieron una ventaja de 4–2 en la novena entrada del decisivo tercer partido, perdiendo el banderín de la Liga.
Koufax regresó muy bien en 1963. El 11 de mayo llevó un juego perfecto hasta la octava entrada contra la poderosa alineación de los Giants, incluyendo los futuros miembros del Salón de la Fama Willie Mays, Willie McCovey y Orlando Cepeda. Koufax dio una base por bolas a Ed Bailey después de tener la cuenta llena, pero conservó el partido sin hits, su segundo en dos años, terminando el partido en la novena. Koufax terminó el año llevándose la Triple Corona del pitcheo, siendo líder en ganados (25), ponches (306) y efectividad (1,88), mientras que también lanzó 11 blanqueadas. También recibió el premio MVP y el Premio Cy Young (el primero por decisión unánime) junto con el Hickok Belt. 
Los Dodgers se enfrentaron a los New York Yankees en la Serie Mundial de 1963 donde Koufax derrotó a Whitey Ford en el primer partido de la serie, con un récord de 15 ponches en un partido de Serie Mundial. También ganó el cuarto partido, completando la barrida de los Dodgers sobre los "Viejos Yankees", ganándose el Premio MVP de la Serie Mundial. Como la 'K' es la abreviación para el ponche, algunos periódicos tenían, después del primer partido, el encabezado: 'K-K-K-K-K-K-K-K-K-K-K-K-K-K-Koufax'. Clete Boyer fue el único Yankee que no se ponchó contra Koufax. Mickey Mantle, Tom Tresh y Tony Kubek recibieron dos ponches cada uno y Bobby Richardson fue ponchado tres veces (aunque solo se ponchó 22 veces en la temporada, en 630 turnos al bate). Koufax también ponchó a tres bateadores emergentes, incluyendo a Harry Bright para terminar el partido. Yogi Berra, después de ver la actuación de Koufax en el primer partido, dijo: "Ya veo por qué ganó 25 juegos. Lo que no entiendo es como perdió cinco."
La temporada de 1964 comenzó con grandes expectativas. El 18 de abril, Koufax ponchó a tres bateadores con nueve lanzamientos en la tercera entrada de una derrota 3-0 contra los Cincinnati Reds, convirtiéndose en el primer (y hasta ahora único) lanzador que ha logrado ponchar a tres bateadores con nueve lanzamientos en una entrada dos veces en la Liga Nacional. Sin embargo, el 22 de abril, contra los St. Louis Cardinals, durante la primera entrada de su tercera apertura, Koufax sintió que algo “se soltó” en su brazo. Koufax recibió tres inyecciones de cortisona para su codo y perdió tres aperturas. El 4 de junio, en Shibe Park contra los Philadelphia Phillies, durante la cuarta entrada, Koufax le dio una base por bolas a Richie Allen con un lanzamiento muy cerrado y la cuenta llena. Allen, que fue retirado al tratar de robar segunda base, fue el primer y último Phillie que alcanzó la base ese día. 
Con su tercer partido sin hits en tres años, Koufax se convirtió en el segundo pitcher de la era moderna (después de Bob Feller) en lanzar tres partidos sin hits. El 8 de agosto, Koufax se lastimó el brazo izquierdo al lanzarse a segunda base para evitar ser eliminado. Pudo lanzar y ganar dos partidos más, sin embargo, la mañana después de su victoria número 19, una blanqueada con trece ponches, ya no podía estirar su brazo. El médico de los Dodgers, Robert Kerlan, le diagnosticó artritis traumática. Koufax terminó el año con un impresionante récord de 19–5.
La temporada de 1965 comenzó mal para Koufax. El 31 de marzo, la mañana después de haber lanzado un partido completo durante el entrenamiento de primavera, Koufax se despertó y descubrió que su brazo izquierdo estaba morado por una hemorragia. Koufax volvió a Los Ángeles para ver a Kerlan, que le dijo a Koufax que tendría suerte si podía lanzar una vez a la semana. Kerlan también le dijo a Koufax que finalmente perdería todo el uso de su brazo. Juntos, hicieron un calendario en el que Koufax solo lanzaría cada cinco días en lugar de cada cuatro como acostumbraba, resultando en treinta y cuatro aperturas en lugar de cuarenta y una. Kerlan pensó que siete aperturas menos no harían mucha diferencia, así que Koufax accedió a no lanzar entre partidos.
Para lograr mantenerse en los partidos en los que sí lanzaba, Koufax requería inyecciones de cortisona en el codo, Empirin con codeína para el dolor (que tomaba todas las noches y a veces en la quinta entrada) y Butazolidin para la inflamación. También utilizaba ungüento Capsolin basado en capsaicina (llamado "bálsamo atómico" por los jugadores de béisbol) antes de cada partido y luego metía su brazo en hielo.
A pesar del constante dolor en su codo izquierdo, Koufax terminó el año llevándose la Triple Corona de los lanzadores por segunda vez, siendo líder de liga en ganados (26), efectividad (2,04) y ponches (382). Su total de ponches rompía el récord de 348 establecido por Bob Feller en 1948 y se mantuvo hasta 1973, cuando Nolan Ryan ponchó a 383 bateadores (sus 382 ponches siguen siendo el récord de una temporada en la Liga Nacional). El promedio de bateo de sus oponentes era de solo .179.
Koufax y los Dodgers ganaron la Serie Mundial una vez más, mientras que él consiguió su segundo Premio Cy Young (por decisión unánime de nuevo). En la Serie Mundial, Koufax rechazó lanzar en el primer partido debido a la celebración del Yom Kipur y su equipo fue derrotado. Koufax lanzó 6 entradas en el segundo partido, permitiendo dos carreras, pero los Minnesota Twins ganaron el partido 5–1, tomando una ventaja de 2–0 en la serie. Los Dodgers remontaron, con Claude Osteen, Don Drysdale y Koufax logrando victorias vitales para tomar ventaja 3-2 en el regreso a Minnesota. Koufax hizo un partido completo sin carreras en el quinto partido que su equipo ganó 7-0. Los Twins ganaron el sexto partido, forzando el séptimo. Koufax comenzó el sexto partido y a pesar de solo descansar dos días y no tener buen control de su curva, lanzó una blanqueada en la que permitió solo tres hits para ganar la Serie Mundial. Esta actuación fue suficiente para que Koufax recibiera su segundo Premio MVP de la Serie Mundial. También en 1965, ganó el Hickok Belt por segunda vez, la primera (y única) ocasión en la que alguien ha ganado este premio más de una vez. También fue nombrado el Deportista del Año por la revista Sports Illustrated.

### Perfección
El 9 de septiembre de 1965, Koufax se convirtió en el sexto lanzador de la era moderna en lanzar un juego perfecto. Koufax no había ganado un partido en tres semanas; no desde que Juan Marichal había golpeado al receptor de Koufax, John Roseboro, en la cabeza con un bate; no desde que los disturbios de Watts habían comenzado. Los Dodgers jugaban en casa contra los Chicago Cubs, que iban en octavo lugar. Bob Hendley, el lanzador de los Cubs, acababa de llegar de las ligas menores y tenía un récord de 2–2.
Koufax retiró al primer bateador al que se enfrentó, Donald Young, con un elevado que golpeó en el segundo lanzamiento. Glenn Beckert, otro novato, se ponchó viendo pasar una curva después de haber golpeado una línea que casi es hit, pero cayó en terreno de foul. El tercer bateador, Billy Williams, también se ponchó viendo pasar una curva. En la segunda entrada, Ron Santo fue retirado por el receptor Jeff Torborg, Ernie Banks se ponchó y Byron Browne, en el primer turno al bate de su carrera, fue retirado por el jardinero central Willie Davis. Koufax logró que Chris Krug golpeara un elevado al jardín central para empezar la tercera entrada. Después de él, Don Kessinger golpeó un elevado con la cuenta 0–2 a su favor y Hendley se ponchó. En la cuarta entrada, Koufax hizo que Young elevara la pelota al jardín central y Beckert elevó al derecho. Koufax ponchó a Williams por segunda vez para terminar la entrada.
Al comienzo de la quinta entrada, ningún equipo había alcanzado la base. Eso cambió cuando Hendley le dio la base por bolas a Lou Johnson después de tener la cuenta llena. Ron Fairly hizo un toque de sacrificio que Hendley no atrapó rápidamente, dejándolo solo con opción de lanzar a primera. En el primer lanzamiento a Jim Lefebvre, Johnson robó la tercera base. Krug, el receptor de los Cubs mandó la bola sobre la cabeza de Santo y hasta el jardín izquierdo, permitiendo que Johnson anotara. Los Dodgers anotaron una carrera sin tener un turno de bateo oficial. En la parte baja de la entrada, los Cubs fueron retirados en orden con un elevado de Santo, un segundo ponche para Banks y un roletazo de Brown.
Los últimos de la alineación de los Cubs batearon en la sexta entrada. Krug mandó la bola hacia el receptor en corto Maury Wills, que la tiró por el suelo al primera base Wes Parker. Parker logró atrapar la pelota, salvando la jugada y el juego perfecto de Koufax. Kessinger golpeó la pelota débilmente por la línea de tercera base, pero Júnior Gilliam estaba jugando adentro (por si había un toque de pelota) y logró retirarlo en primera base. Hendley, que también tenía su propio partido sin hits, se ponchó con tres lanzamientos.
Los nervios comenzaron a traicionar a Koufax al comienzo de la séptima entrada, cuando hizo un lanzamiento que pasó junto a Young y se le escapó al cácher. Koufax se recuperó y ponchó a Young. Beckert después golpeó un elevado al jardín derecho. Williams recibió tres lanzamientos malos consecutivos. Los siguientes dos lanzamientos de Koufax fueron rápidos y por el centro. Williams dejó pasar el primero y mandó de foul el segundo. Después mandó un elevado al jardín izquierdo. Durante la parte baja de la séptima entrada, Johnson terminó el partido sin hits de Hendley con un elevado detrás de segunda base. Para cuando Banks recuperó la bola, Johnson ya estaba en segunda base. Fairly pegó un roletazo a segunda, dejando a Johnson en el mismo lugar.
La parte fuerte de la alineación de Chicago tomó su turno en la parte alta de la octava entrada y Koufax los ponchó a los tres. Los Dodgers también fueron retirados en orden. Koufax volvió a ponchar a los tres bateadores en la novena entrada, ponchando a los últimos dos con seis curvas consecutivas, "grandes globos", como las llamó Vin Scully, el comentarista de los Dodgers. Como Scully comentó al final de la jugada, "…Y Sandy Koufax, cuyo nombre siempre nos recordará a los ponches, lo logró con elegancia. Ponchó a los últimos seis bateadores de manera consecutiva. Así que cuando se escriba su nombre en mayúsculas en los libros de récords, la "K" resalta aún más que O-U-F-A-X". El out final fue hecho por Harvey Kuenn, el mismo hombre que hizo el out final en el partido sin hits de Koufax de 1963. Al final del partido, el hit de Johnson fue el único golpeado en todo el partido, el total combinado de 1 hit en un partido es un récord de las Grandes Ligas.
Hasta la fecha, este juego perfecto es el último partido sin hits que se ha lanzado contra los Cubs. Han estado el mayor tiempo entre los equipos de Grandes Ligas sin que se lance otro partido sin hits contra ellos.
Antes del comienzo de la temporada de 1966, Koufax y Drysdale fueron a ver al mánager general de los Dodgers Buzzie Bavasi para negociar sus contratos del año siguiente. En el pasado, Bavasi había usado a Koufax y Drysdale contra el otro durante las negociaciones, diciéndole a Koufax, "¿Cómo puedes pedir tanto cuando Drysdale sólo está pidiendo..." Hacía lo mismo con Drysdale, diciéndole que Koufax estaba pidiendo mucho menos. Finalmente, la primera esposa de Drysdale, Ginger Drysdale, sugirió que trabajaran juntos para conseguir lo que querían. Pedían 1 millón de dólares, dividido en partes iguales durante los siguientes tres años o 167.000 dólares para cada uno durante las siguientes tres temporadas. Koufax fue representado por el abogado J. William Hayes. Cuando las negociaciones comenzaron, Drysdale y su abogado tuvieron un conflicto de intereses, así que Hayes dio aviso a ambos en las negociaciones colectivas.
Koufax y Drysdale aceptaron aparecer en la película Warning Shot, con David Janssen. Drysdale sería un comentarista de TV y Koufax interpretaría a un detective. Fueron fotografiados en el set sentados en sillas de director que tenían sus nombres. La directiva de los Dodgers comenzó a difundir rumores sobre desacuerdos entre Koufax y Drysdale, tratando de dividirlos. Esa primavera, el activista de la unión Marvin Miller comenzó a hacer campaña en los campamentos de entrenamiento con la intención de convertirse en el director ejecutivo de la Asociación de Jugadores de las Grandes Ligas de Béisbol. A todos lados donde iba Miller, los jugadores le preguntaban sobre Koufax y Drysdale. Koufax finalmente le dio permiso a Drysdale para negociar contratos para ambos. Koufax obtuvo 125.000$ y Drysdale 110.000$.
En abril de 1966, Kerlan le dijo a Koufax que era tiempo para que se retirara, porque su brazo no aguantaría otra temporada. Koufax guardó el consejo de Kerlan para sí mismo y salió cada cuatro días a lanzar. Lanzó 323 entradas con un récord de 27–9 y una efectividad de 1,73. En el partido final de la temporada regular, los Dodgers debían vencer a los Phillies para ganar el banderín de la Liga Nacional. En el segundo partido de un doble-juego (Drysdale perdió el primero), Koufax se enfrentó a Jim Bunning en el primer partido entre dos ganadores de partidos perfectos. Los Dodgers ganaron y se enfrentaron a los Orioles en la Serie Mundial de 1966. El segundo partido fue la tercera apertura de Koufax en ocho días. Koufax lanzó tan bien que el primera base de Baltimore, Boog Powell, le dijo al biógrafo de Koufax, Jane Leavy, "Tal vez estaba sufriendo, pero estaba ganando'", pero tres errores del jardinero central de los Dodgers Willie Davis en la quinta entrada produjeron tres carreras sucias y los Dodgers perdieron el partido 6–0 contra la blanqueada con 4 hits de Jim Palmer. El último hombre que se enfrentó a Koufax fue Andy Etchebarren, quien bateó para doble play al final de la sexta entrada. Alston animó al futuro miembro del Salón de la Fama con la idea de dejarlo descansar para que lanzara en el quinto partido de la serie. Eso nunca sucedió. Los Dodgers fueron barridos en cuatro partidos, sin anotar una sola carrera en los últimos tres. Después de la Serie Mundial, Koufax anunció su retiro debido a su condición artrítica.
En una carrera de 12 temporadas, Koufax terminó con un récord de 165–87, una efectividad de 2,76, 2396 ponches, 137 partidos completos y 40 blanqueadas. Durante su carrera, el promedio de bateo de sus oponentes fue de .203, con un porcentaje embase de .271 y .315 de slugging. Su récord en Serie Mundial es igual de impresionante: 4-3 en ganados y perdidos pero con efectividad de 0,95 en cuatro Series Mundiales. Está en la corta lista de lanzadores que se retiraron con mayor cantidad de ponches registrados que de entradas lanzadas. Koufax participó en siete Partidos de las Estrellas (dos veces en 1961 cuando se jugaron dos partidos y uno en cada año de 1962 a 1966, cuando se volvió a tener solo un Partido de las Estrellas por año en 1963). Koufax fue el primer lanzador en ganar más de un Premio Cy Young, al igual que fue el primero que ganó el Premio Cy Young por decisión unánime; de hecho, sus tres Cy Youngs los ganó por decisión unánime. Aún más impresionantes es el hecho de que durante la carrera de Koufax solo se daba un Premio Cy Young por temporada y no uno por cada Liga como se hace actualmente. En 1967, el año en que Koufax se retiró, el Premio Cy Young comenzó a ser otorgado a un pitcher de la Liga Americana y otro de la Liga Nacional.

## Estadísticas
| W   | L  | ERA  | G   | GS  | CG  | SHO | SV | IP       | H    | ER   | HR  | BB  | SO   |
| 165 | 87 | 2,76 | 397 | 314 | 137 | 40  | 9  | 2324 1/3 | 1754 | 1754 | 204 | 817 | 2396 |

## Mecánica
Mientras que muchos lanzadores zurdos tiran con un movimiento de tres cuartos de brazo, Koufax con un movimiento desde arriba muy pronunciado. Esto posiblemente incrementaba su velocidad, pero reducía el movimiento lateral en sus lanzamientos, especialmente el movimiento que logra que la pelota se aleje de los bateadores zurdos. Mucha de su velocidad venía de sus fuertes piernas y espalda, combinado con la preparación del lanzamiento con una patada alta y estirándose bastante hacia el plato. A lo largo de su carrera, Koufax se sirvió principalmente de dos lanzamientos: su recta de cuatro costuras, que tenía un movimiento ascendente por falta de rotación y se movía tarde después de ser lanzado; su curva, rotada con el dedo medio, y soltada hacia abajo debido a la acción de su brazo. Ocasionalmente lanzaba un cambio de velocidad y lanzamiento tenedor.  
Al principio de su carrera, Koufax trabajó con los entrenadores para eliminar su tendencia a "revelar" los lanzamientos (revelar qué tipo de lanzamiento va a utilizar debido a una variación en la preparación). Más tarde en su carrera, y especialmente mientras continuaban los problemas de su brazo, esta variación -usualmente en la posición que tenían sus manos al llevarlas hacia arriba durante la preparación– se volvió más pronunciada. Los buenos bateadores podían predecir qué lanzamiento venía; pero golpearlo era otra historia. Willie Mays dijo después del retiro de Koufax, "Sandy me poncharía dos o tres veces en un juego y yo sabía cada lanzamiento que él iba a utilizar: rápido, cambio de velocidad... Yo lo sabía. Él dejaba que lo viera y aun así no le podía dar".
Koufax también logró lanzar rectas a la velocidad de 102 millas/hora (163,2 km/h), llevando a Ernie Banks, miembro del Salón de la Fama, a resaltar: "No puedes golpear lo que no puedes ver".

## Vida después del retiro
Actualmente, Sandy Koufax vive en el condado de Bucks, Pensilvania.
En 1967, firmó un contrato de diez años con NBC por 1 millón de dólares para ser el presentador en Juego de la Semana de las Grandes Ligas de Béisbol. Nunca se sintió cómodo frente a la cámara y renunció después de cinco años, justo antes del comienzo de la temporada de 1973.
Koufax estuvo casado con Anne Widmark, hija del actor Richard Widmark, hasta que se divorciaron en 1982. Se volvieron a casar y a divorciar en los 90.
En su primer año de elegibilidad en 1972, Koufax fue incluido en el Salón de la Fama del Béisbol, unas semanas antes de que cumpliera 36 años. Su elección lo convirtió en el miembro más joven del Salón de la Fama, cinco meses más joven que Lou Gehrig cuando él fue incluido en 1939. El 4 de junio de ese mismo año, el 32, número del uniforme de Koufax fue retirado por los Dodgers junto con los de las estrellas de los Dodgers Roy Campanella (39) y Jackie Robinson (42).
Los Dodgers contrataron a Koufax para que fuera entrenador de pitcheo en las ligas menores en 1979. Renunció en 1990, lo que fue debido según muchos a su mala relación con el mánager Tommy Lasorda. En 2003, Koufax terminó su larga relación con los Dodgers cuando el New York Post (que, al igual que los Dodgers, era parte del imperio empresarial de Rupert Murdoch) publicó una historia con rumores sobre su orientación sexual e implicando que Koufax es muy poco gay. Koufax regresó a la organización de los Dodgers en 2004 cuando el equipo fue vendido a Frank McCourt.
En 1999, la revista The Sporting News puso a Koufax en el número 26 de su lista de los "100 Mejores Jugadores de Béisbol." Ese mismo año, estuvo entre los 30 jugadores elegidos para el Equipo del Siglo de las Grandes Ligas de Béisbol. Aunque rara vez aparece en público, fue al Turner Field en Atlanta para la ceremonia de introducción antes del segundo juego de la Serie Mundial de 1999. No había asistido a la ceremonia de los 100 nominados al Equipo del Siglo durante el Juego de Estrellas de ese año en Fenway Park en Boston.